# Coteaux du Lizon
Coteaux du Lizon é uma comuna francesa na região administrativa da Borgonha-Franco-Condado, no departamento de Jura. Estende-se por uma área de 15.49 km². Em 2010 a comuna tinha 2 424 habitantes (densidade: 156,5 hab./km²).
Foi criada em 1 de janeiro de 2017, a partir da fusão das antigas comunas de Saint-Lupicin (sede da comuna) e Cuttura.